# Federico Liberatore
Federico Liberatore (Bolzano, 28 agosto 1995) è un ex sciatore alpino italiano.

## Biografia
Slalomista puro originario di Mazzin e figlio dell'hockeista su ghiaccio Sergio, Federico Liberatore, attivo dal gennaio del 2011, ha esordito in Coppa Europa il 13 dicembre 2012 a Pozza di Fassa e in Coppa del Mondo il 26 gennaio 2016 sulla Planai di Schladming, in entrambi i casi senza completare la gara. In Coppa Europa ha ottenuto il primo podio il 18 dicembre 2017 in Val di Fassa (2º dietro al connazionale Stefano Gross e a pari merito con un altro italiano, Tommaso Sala) e la prima vittoria il 6 gennaio 2020 a Vaujany; in Coppa del Mondo ha conquistato il miglior risultato l'8 febbraio dello stesso anno a Chamonix (11º) e il giorno successivo ha colto a Berchtesgaden la sua seconda e ultima vittoria, nonché ultimo podio, in Coppa Europa.
Ha preso per l'ultima volta il via in Coppa del Mondo il 22 dicembre 2022 a Madonna di Campiglio e in Coppa Europa il 23 marzo 2025 a Oppdal, in entrambi i casi senza completare la gara; si è ritirato al termine di quella stessa stagione 2024-2025 e l'ultima gara della sua carriera, segnata da ripetuti infortuni, è stata lo slalom speciale dei Campionati italiani 2025, disputato a Moena il 5 aprile e chiuso da Liberatore al 9º posto. Non ha preso parte a rassegne olimpiche o iridate.

## Palmarès

### Festival olimpico invernale della gioventù europea
- 1 medaglia:
  - 1 argento (gara a squadre a Brașov 2013)

### Coppa del Mondo
- Miglior piazzamento in classifica generale: 123º nel 2020

### Coppa Europa
- Miglior piazzamento in classifica generale: 8º nel 2020
- 4 podi:
  - 2 vittorie
  - 1 secondo posto
  - 1 terzo posto

#### Coppa Europa - vittorie
| Data            | Località      | Paese    | Specialità |
| --------------- | ------------- | -------- | ---------- |
| 6 gennaio 2020  | Vaujany       | Francia  | SL         |
| 9 febbraio 2020 | Berchtesgaden | Germania | SL         |

Legenda:

SL = slalom speciale

### South American Cup
- Miglior piazzamento in classifica generale: 18º nel 2019
- 1 podio (in slalom speciale):
  - 1 terzo posto

### Campionati italiani
- 1 medaglia[3]:
  - 1 bronzo (slalom speciale nel 2017)